# Crepis runcinata
Crepis runcinata là một loài thực vật có hoa trong họ Cúc. Loài này được (E.James) Torr. & A.Gray mô tả khoa học đầu tiên năm 1843.